# Jean-Michel Rossi
Jean-Michel Rossi (L'Île-Rousse, 16 de juny del 1956 - L'Île-Rousse, 7 d'agost del 2000) va ser un nacionalista cors i un dels fundadors del FLNC. Militant històric del nacionalisme cors, la seva dedicació total i exclusiva per la causa corsa fou una constant i li costà la vida.

## Biografia
Politòleg i titular d'una llicenciatura de dret, Jean-Michel Rossi va ser durant molts anys redactor en cap d'U Ribombu, des del qual dedicà esforços a informar sobre els moviments d'alliberament nacional d'arreu del món. Va ser empresonat quatre cops (1984, 1988, el 1992 i el 1997), i passà un total de nou anys a la presó, durant els quals es va llicenciar en història i en sociologia. Fou excarcerat per darrer cop el 1997. Havia estat acusat de nombrosos atemptats a l'Alta Còrsega. Detingut novament a París, fou posat en llibertat sota control judicial el setembre de 1998.
Amb el seu amic François Santoni va escriure el 2000 Pour solde de tout compte, un llibre d'entrevistes amb el periodista Guy Benhamou. En aquest llibre ambdós denunciaren la deriva mafiosa de llurs antics companys d'armes i defensaren que la solució del conflicte cors passava per l'abandó de la violència.

### Assassinat
Jean-Michel Rossi fou assassinat l'agost de 2000, amb el seu guardaespatlles Jean-Claude Fratacci, per cinc homes al bar La Piscine a L'Île-Rousse. Jean-Pierre Martelli, l'amo del bar absent en la mort de Rossi, fou assassinat el 13 de desembre de 2001.